# Dylan (1973)
Dylan — тринадцятий студійний альбом Боба Ділана, виданий у 1973 році лейблом Columbia. Платівка повністю складається із кавер-версій пісень інших виконавців.

## Про альбом
Платівку було зібрано та представлено із мінімальною безпосередньою участю самого Ділана, використавши як матеріал невикористані записи для альбомів Self Portrait і New Morning. Випуск альбому стався після переходу артиста із лейблу Columbia Records на Asylum Records та дуже розпіареного анонсу великого турне вперше із 1966 року.
Як наслідок, в цьому вбачали бажання заробити грошей і навіть певну «помсту» зі сторони Коламбія, котрі випустили альбом на ринок всього за два місяці до виходу Planet Waves.
Хоча платівка отримала негативні відгуки критиків, однак все-таки піднялась до № 17 в чартах США і отримала золотий статус. Це єдиний альбом Ділана, котрий містить новий (для слухачів) матеріал і котрий не був представлений на компакт-диску для північноамериканського ринку. Альбом було представлено в Європі на компакт-диску під назвою «Bob Dylan (A Fool Such as I)».

## Список композицій
| #  | Назва                          | Тривалість |
| -- | ------------------------------ | ---------- |
| 1. | «Lily of the West»             | 3:44       |
| 2. | «Can't Help Falling in Love»   | 4:17       |
| 3. | «Sarah Jane»                   | 2:43       |
| 4. | «The Ballad of Ira Hayes»      | 5:08       |
| 5. | «Mr. Bojangles»                | 5:31       |
| 6. | «Mary Ann»                     | 2:40       |
| 7. | «Big Yellow Taxi»              | 2:12       |
| 8. | «A Fool Such as I»             | 2:41       |
| 9. | «Spanish Is the Loving Tongue» | 4:13       |